# Jason Reynolds
Jason Reynolds (Washington, 1983. december 6. –) amerikai szerző, aki fiatal felnőtteknek és középiskolásoknak szóló regényeket és verseket ír. A Washingtonban született és a szomszédos Oxon Hillben, Marylandben nevelkedett Reynolds a rapben talált ihletet, és már korán a költészetre összpontosított, több verseskötetet is kiadott, mielőtt 2014-ben megjelent első regényét, a When I Was the Greatest-et (Amikor én voltam a legnagyobb), amely elnyerte a "John Steptoe Award for New Talent" díjat.
A következő négy évben Reynolds további nyolc regényt írt, köztük a New York Times bestseller Track-sorozatot – Ghost (2016), Patina (2017), Sunny (2018), Lu (2018) – és az As Brave as You (2016) című regényeket. A Ghost döntős volt a National Book Award for Young People's Literature díjra, az As Brave as You pedig elnyerte a Kirkus-díjat, a "NAACP Image Award for Outstanding Literary Work for Youth/Teen", valamint a "Schneider Family Book Award" díjat. Reynolds írt egy Marvel Comics-regényt is Miles Morales: Spider-Man (2017) címmel.
2017-ben Reynolds visszatért a költészethez a Long Way Down című verses regényével, amelyet Newbery-díjas könyvnek, Michael L. Printz-díjas könyvnek és a Mystery Writers of America Edgar-díján a legjobb ifjúsági műnek választott. 2019-ben írta meg a Look Both Ways című regényt, amelyért Carnegie Medal-díjat kapott.
Reynolds 2020 és 2022 között a Kongresszusi Könyvtár ifjúsági irodalmi nagykövete volt.
2023-ban elnyerte a Margaret Edwards-díjat.
2024-ben MacArthur ösztöndíjjal tüntették ki.

## Fiatalkora, tanulmányai és hatások
Reynolds 1983. december 6-án Washingtonban született, és a marylandi határ túloldalán, Oxon Hillben nőtt fel, egy olyan környéken, ahol édesanyja, aki egy marylandi állami iskola gyógypedagógiai tanára volt, megengedhetett magának egy házat udvarral és elegendő hellyel Reynolds, három testvére és néha más kiterjedt családtagok számára.
Kilencévesen Queen Latifah harmadik albuma, a Black Reign inspirálta arra, hogy elkezdjen verseket írni. Az ő rapjén kívül kevés irodalmi mű szólt a városi élet tapasztalatairól, amikor fekete gyerekként, majd tinédzserként nőtt fel az 1980-as és 1990-es években, és csak 17 éves korában kezdett el könyveket olvasni. Közben Tupac és Biggie is nagy hatással volt rá.
Egyik legkorábbi verse nagyanyja 1994-ben bekövetkezett halálával foglalkozott, amikor 10 éves volt. Írt néhány sort, hogy megvigasztalja édesanyját, aki a verset a temetés programjára nyomtatta, és ezután Reynolds verseket írt, amikor nagyanyja minden egyes testvére elhunyt. A „nyelv erejének” e tapasztalatai hatására folytatta a költészetet a középiskolában – 2000-ben érettségizett a Bishop McNamara gimnáziumban – és a főiskolán, még akkor is, amikor a Marylandi Egyetemen rossz jegyeket kapott és a professzorok elkedvetlenítették az angol kurzusain (végül angolból szerzett diplomát).
Egyetemi tanulmányai során Reynolds találkozott Jason Griffin kollégájával, aki a szobatársa lett. Reynolds ebben az időszakban ismerkedett meg a spoken worddel is, és elkezdett fellépni, végül szólóműsorokat is adott, 2001-ben pedig megjelent első könyve, a Let Me Speak című verseskötet.
A főiskola alatt Reynolds a Karibu Books nevű, afroamerikai irodalomra szakosodott washingtoni könyvesboltláncnál is dolgozott. A Karibuban találkozott először olyan prózával, amely visszhangot keltett benne, például Richard Wright Black Boy című regényével. Reynolds az első oldaltól kezdve el volt ragadtatva Wright regényétől, és ezután a bolt polcain lévő afroamerikai irodalom nagy művei között kezdett el kutakodni, James Baldwint, Zora Neale Hurstont és Toni Morrisont olvasva. A Karibuban találkozott az utcai fikcióval, más néven urban fictionnel is, amely egy irodalmi műfaj, amelyet Reynolds a rap „nyers és őszinte” képességéhez hasonlít. Néhány srácnak ez volt az élete".

## Magánélete
Reynolds 2016-ban költözött vissza Brooklynból Washingtonba. Gyűjti az afroamerikai irodalommal kapcsolatos tárgyakat, többek között Langston Hughes levelét, Claude Brown Manchild in the Promised Land című művének megjelenés előtti recenziós példányát és Toni Morrison Beloved (A kedves) című művének dedikált első kiadását. 2021-ben megjelent az Antiques Roadshow-ban, ahol a gyűjtőmunkájáról beszélt.

## Válogatott művei
Reynolds nem egy bizonyos korosztályi célközönséggel indul el; ehelyett arra összpontosít, hogy megpróbálja hitelesen megírni a karakterei hangját, és hagyja, hogy ez diktálja, kinek szóljon a könyv. Minden írásában kisebbségi szereplők szerepelnek, ami szerinte a modern világ tükörképe.

### Korai művek
A főiskola elvégzése után Reynolds New Yorkba költözött egy évfolyamtársával, Jason Griffinnel; 2005-ben a páros saját kiadásban jelentette meg a Griffin képzőművészetét és Reynolds költészetét összegyűjtő SELF című közös kötetét. A könyv ügynököt, majd könyvszerződést hozott a párosnak. Négy évvel később kiadták a My Name Is Jason. Mine Too.: Our Story. Our Way című memoárt, amely arról szól, hogy New Yorkba költöztek, hogy megvalósítsák álmaikat, Reynolds versei és Griffin illusztrációi által kifejezve. A könyvet a HarperCollins HarperTeen kiadónál adták ki, Joanna Cotler szerkesztővel (miután Cotler nyugdíjba vonult, Caitlin Dlouhyhoz (Atheneum Books) irányította, aki a következő hét könyvének szerkesztője lett). Időközben Reynolds 2008-ban hazaköltözött Washingtonba, miután elvesztette New York-i lakását. Egy áruházban dolgozott – a Maryland állambeli North Bethesdában található Lord & Taylorban –, hogy kifizesse a számlákat, és ebédszünetében elment egy Borders könyvesboltba, hogy 2009-ben a könyve a polcra kerüljön. Ezután az apja által vezetett mentálhigiénés klinikán lett esetfelelős.
Végül Reynolds visszatért New Yorkba, és ismét a kiskereskedelemben dolgozott, miközben jelentkezett a doktori iskolába, de a főiskolai jegyei miatt sikertelenül. Ennek ellenére elkezdett írni egy ifjúsági regényt – „gyakran a pénztárgépnél állva, amikor nem volt nagy forgalom” az általa vezetett Rag & Bone üzletben – barátja, Chris Myers, Walter Dean Myers fia, aki maga is író és illusztrátor, ösztönzésére. Reynolds azt mondta Chrisnek, hogy gyakorlatilag abbahagyta az írást, de Chris rámutatott, hogy apja öregedésével (az idősebb Myers 2014-ben halt meg) hamarosan hiányozni fognak a fiatal fekete gyerekekről, különösen a fekete fiúkról írt új művek. Azt javasolta Reynoldsnak, hogy nézze meg apja néhány régi művét, és a The Young Landlords különösen kötődött Reynoldshoz; a mű adta Reynoldsnak a bizalmat, hogy „írj az én hangomon, használd az én nyelvemet, az én nyelvemet, az én stílusomat, és írj egy történetet. Azelőtt mindig úgy éreztem, hogy nem vagyok elég jó, mert nem vagyok Baldwin, Toni Mor vagy Richard Wright”, de miután elolvastam Myers művét, „megnyíltak a zsilipek”.
2014-ben kiadta a When I Was The Greatest (a Simon & Schuster Atheneum Books kiadásában), egy ifjúsági regényt, amely Reynolds saját városrészében, Bedford-Stuyvesantban játszódik. A műért Reynolds elnyerte a 2015-ös Coretta Scott King/John Steptoe Díjat az Amerikai Könyvtári Szövetség új tehetség kategóriájában.
2015-ben jelentette meg a The Boy in the Black Suit című regényét, amely egy édesanyja elvesztését gyászoló gyermekről szól. Az Amerikai Könyvtári Szövetség Coretta Scott King-díjjal tüntette ki.

### All American Boys(2015)
Szintén 2015-ben Reynolds kiadta az All American Boys című könyvet, amelyet Brendan Kielyvel közösen írt. A könyv egy fekete tinédzsert mutat be, akit egy fehér rendőr bántalmaz egy vegyesboltban, mert tévesen lopással gyanúsítja. A könyv két hangon íródott: Reynolds a kórházi ágyon fekvő tizenéves áldozat, Rashad Butler szemszögéből ír, míg Kiely az erőszakos támadás szemtanúja, Quinn Collins karakterét írta meg, aki fehér tinédzser és a rendőr családi barátja. A The New York Times kritikájában Kelka Magoon mindkét főszereplőt „sikeresen megrajzoltnak” találta, és a regényt olyan könyvnek nevezte, „amellyel meg kell küzdeni, amely kihívást jelent, és amelyet meg kell vitatni. Az All American Boys egy hangot képvisel – sőt, jobb esetben két hangot – egy olyan nemzeti diskurzusban, amelynek folytatódnia kell a könyv lapjain túl is”.
A könyv a fekete bőrű Reynolds és a fehér Kiely közötti személyes beszélgetésekből született. Ők ketten egy 2013-as Simon & Schuster könyvturnén találkoztak, amely egybeesett azzal a hírrel, hogy George Zimmermant felmentették Trayvon Martin meggyilkolása alól. Bár idegenek voltak, Reynolds és Kiely elkezdték megosztani egymással érzéseiket, és mindketten rájöttek, hogy a másik „ugyanolyan frusztrált, dühös és zavarodott, mint én voltam”, ahogy Reynolds fogalmazott. Barátság alakult ki, és a beszélgetések egyre sürgetőbben folytatódtak; miután egy fehér rendőr lelőtte Michael Brownt, Kiely felkereste Reynoldsot, és azt javasolta, hogy írjanak egy könyvet a rendőri brutalitásról és a faji profilalkotásról.
A könyv elnyerte a We Need Diverse Books szervezet első Walter Dean Myers-díját, valamint a Coretta Scott King-díjat.

### As Brave as You(2016)
2016-ban Reynolds kiadta az As Brave as You című könyvet, amely elnyerte a 2016-os Kirkus-díjat, a 2017-es NAACP Image Award for Outstanding Literary Work for Youth/Teen, a 2017-es Schneider Family Book Award, és a 2017-es Coretta Scott King Honor díjat. A könyv két brooklyni afroamerikai testvérről szól, akiket nagyapjukhoz küldenek nyaralni Virginiába. A The Washington Post egyik kritikusa szerint „Reynolds ügyesen vegyíti a humort és a szívet az élénk párbeszédek és a testvéri dinamika segítségével”.

### Tracksorozat (2016-2018)
A Track sorozat minden regényben más főhőst követ, akik mindannyian a Defenders, egy elit atlétikai csapat tagjai. 2016-ban kiadta a Ghost című könyvet, amely a National Book Award döntőjébe jutott a fiataloknak szóló irodalom kategóriában. Kate Messner a The New York Timesban megjelent Ghost című kritikájában azt írta, hogy Reynolds a címszereplő személyében olyan főhőst teremtett, „akinek az útja annyira hiteles, hogy Ramona és Joey Pigza mellett méltó helyet érdemel a könyvespolcokon, ahol a legkedvesebb, tökéletlen karaktereink élnek”. A Ghost 2016. augusztus 30-án jelent meg az Atheneum Caitlyn Dlouhy kiadó gondozásában.
A sorozatban további három könyv következett. A Patina (2017) egy másik fiatal sztárfutót, Patina „Patty” Jonest ábrázolja. Patty nem érzi magát a helyén a szinte csak fehérekből álló magániskolájában. Patty és kisebbik húga halott apjuk bátyjával és annak fehér feleségével élnek együtt, mert szülőanyjuk nem tud róluk gondoskodni, miután cukorbetegség miatt elvesztette a lábait. A kritikusok megjegyezték, hogy a könyv ügyesen kezel számos kérdést, köztük a csapatmunkát és a nem hagyományos családszerkezetet. Ez volt az első könyv, amit Reynolds női nézőpontból írt. Reynolds azokról a különleges terhekről szeretett volna írni, amelyeket egyes tinédzser lányok a családjukban vállalnak. A The New York Times kritikájában Tom Rinaldi „kiválónak” nevezte a regényt. A könyvet más kritikusok is kedvezően fogadták: a Kirkus Reviews, a School Library Journal, a The Horn Book Magazine, és a Booklist csillaggal jutalmazta.
A sorozat harmadik része, a Sunny, 2018. április 10-én jelent meg. A Paste magazin a Guy Lockard által narrált hangoskönyvet a 2018-as év eddigi 13 legjobb hangoskönyve közé sorolta, mondván: „Az egész sorozatot kötelező meghallgatni, de a Sunny különleges csemege”, köszönhetően annak, hogy Lockard a regény egyes szám első személyű főhősének „henyélő, bolondos hangján” szólal meg.
A sorozat negyedik része, a Lu, 2018. október 23-án jelent meg.

### Miles Morales: Spider-Man(2017)
Reynolds a Miles Morales: Spider-Man című könyv szerzője (2017), amely a Marvel Comics afro-puerto ricói tinédzser karakterén alapuló regény. Reynolds úgy jellemezte a könyvvel kapcsolatos ambícióit, hogy azok hasonlóak Jordan Peele Get Out című regényének megközelítéséhez, nevezetesen, hogy a közönséget a rendszerszintű társadalmi problémákkal „egyetlen családra való leegyszerűsítéssel” vonja be. A School Library Journalnak nyilatkozva Reynolds elmondta: „Ez egy olyan utazás volt, hogy ezeket a számomra annyira fontos kérdéseket megvizsgáljam, és rájöjjek, hogyan néznek ki emberként. Milyen a hangjuk? Hogyan öltözködnek? Hogyan viselkednek? Mit csinálnak?” Kayla Randall a Washington City Paper számára írt kritikájában azt mondta: „Az eredmény... kivételes volt”.

### Long Way Down(2017)
Reynolds 2017-es könyve, a Long Way Down egy versben írt regény. Egy 15 éves fiúról szól, aki látja, hogy a bátyját agyonlőtték, Reynolds 19 éves korában meggyilkolt barátja tapasztalataira támaszkodva. Reynoldsot a könyv megírására a fiatalkorúak börtöneiben tett látogatásai ösztönözték, ahol gyakran találkozik olyan gyerekekkel, akik az erőszak körforgásában vannak, és kissé más körülmények között akár a sajátjai is lehetnének: Reynolds elmondta, hogy saját barátja meggyilkolása után ő és más barátai azt tervezték, hogy bosszút állnak, de ezt nem tették meg, mivel az elkövetőt nem sikerült egyértelműen azonosítani, amire visszatekintve „rájött, milyen szerencsés volt”. A Long Way Down-t az Amerikai Könyvtári Szövetség 2018-ban Newbery Honor könyvnek, Michael L. Printz Honor Booknak, a Mystery Writers of America Edgar Allan Poe-díján a legjobb fiatal felnőtt műnek, a We Need Diverse Books szervezet Walter Dean Myers-díjának, Coretta Scott King-díjnak, valamint a NAACP Image Award for Outstanding Literary Work for Youth/Teens döntősének nevezte. A Long Way Down című darab Martine Kei Green-Rogers által készített adaptációja a Kennedy Center megrendelésére készült, és 2018 októberében/novemberében a Kennedy Center Családi Színházában került bemutatásra.
2020 októberében megjelent a Long Way Down képregény kiadása Danica Novgorodoff rajzaival.

### For Every One(2018)

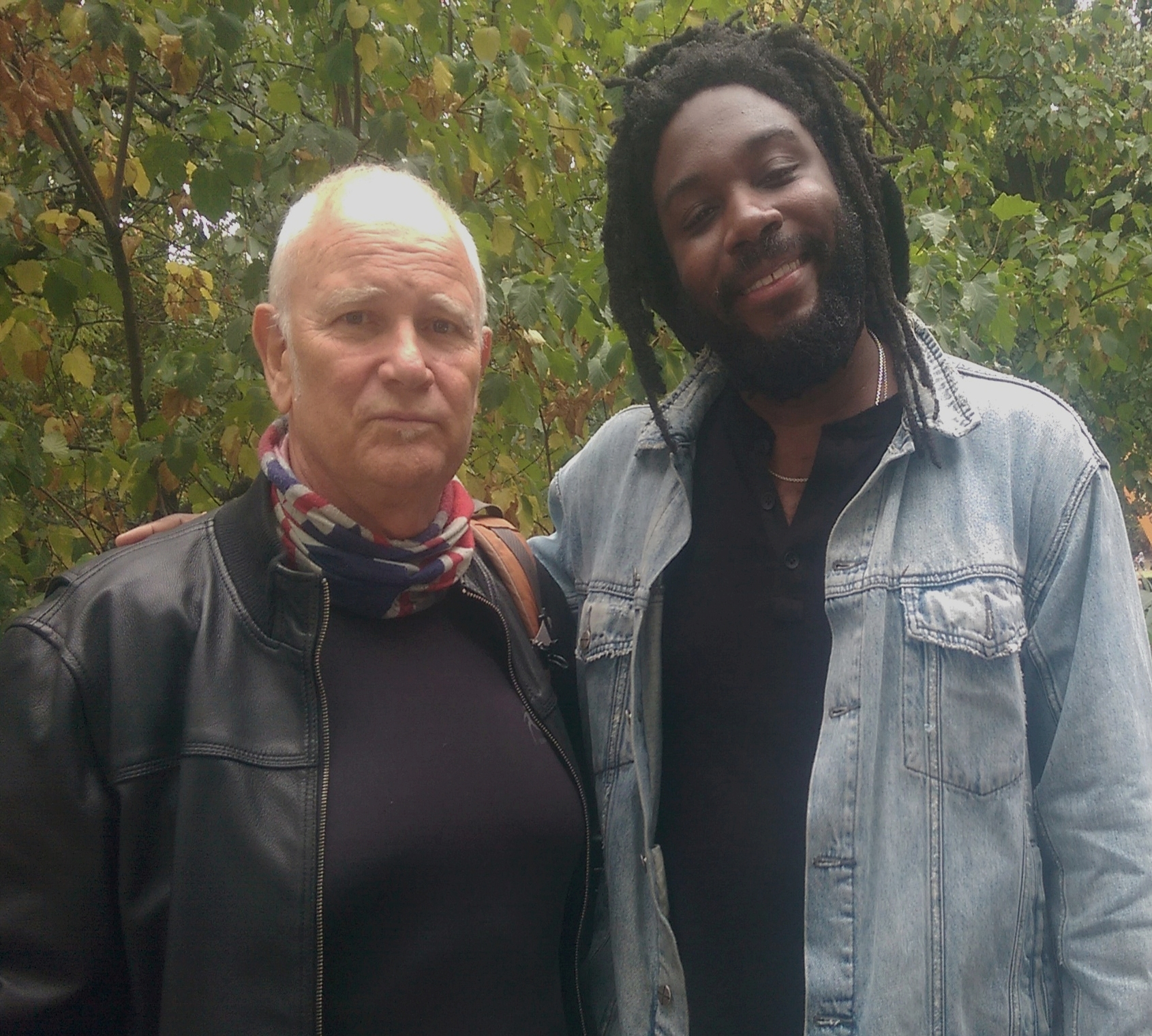
Reynolds és Manfred Günther pszichológus, a 2018-as berlini könyvtári fesztiválon

2018. április 10-én Reynolds kiadta a For Every One című verseskötetét. A verset eredetileg a Martin Luther King Jr. emlékmű leleplezésén adta elő a Kennedy Centerben. Két héttel később Reynolds három helyet foglalt el a The New York Times gyermekirodalmi bestsellerlistáján: kettőt az ifjúsági keménykötésű könyvek listáján (Long Way Down és For Every One), egyet pedig a gyermeksorozatok listáján a Track-sorozattal.

### "Tíz dolog, amit mondani akartam neked" (2018)
Reynolds közzétett egy listát a tinédzserek számára 10 dologgal, amit szerinte tudniuk kell az életről és a jövőjükről (Ten Things I've Been Meaning to Say to You). Ez 2018. május 28-án jelent meg a Powell's Book Blogon.

### Look Both Ways: A Tale Told in Ten Blocks(2019)
A Look Both Ways 2019. október 8-án jelent meg. A történet tíz háztömbön keresztül, különböző perspektívákból mesélődik el, ahogy a középiskolások hazafelé tartanak az iskolából. A megjelenés napján a Look Both Ways a National Book Award döntőjébe került, később pedig a New York Times bestsellerlistájára is felkerült. Jason Reynolds kifejtette, hogy ebben a könyvben a gyerekek autonómiáját akarta feltárni, mondván: „Ez az az időszak, amikor felügyelet nélkül vannak”, és „saját maguk ismerhetik meg a világot, jóban-rosszban.” A könyvért 2021-ben Carnegie-érmet nyert.

### Stamped: Racism, Antiracism, and You(2019-2021)

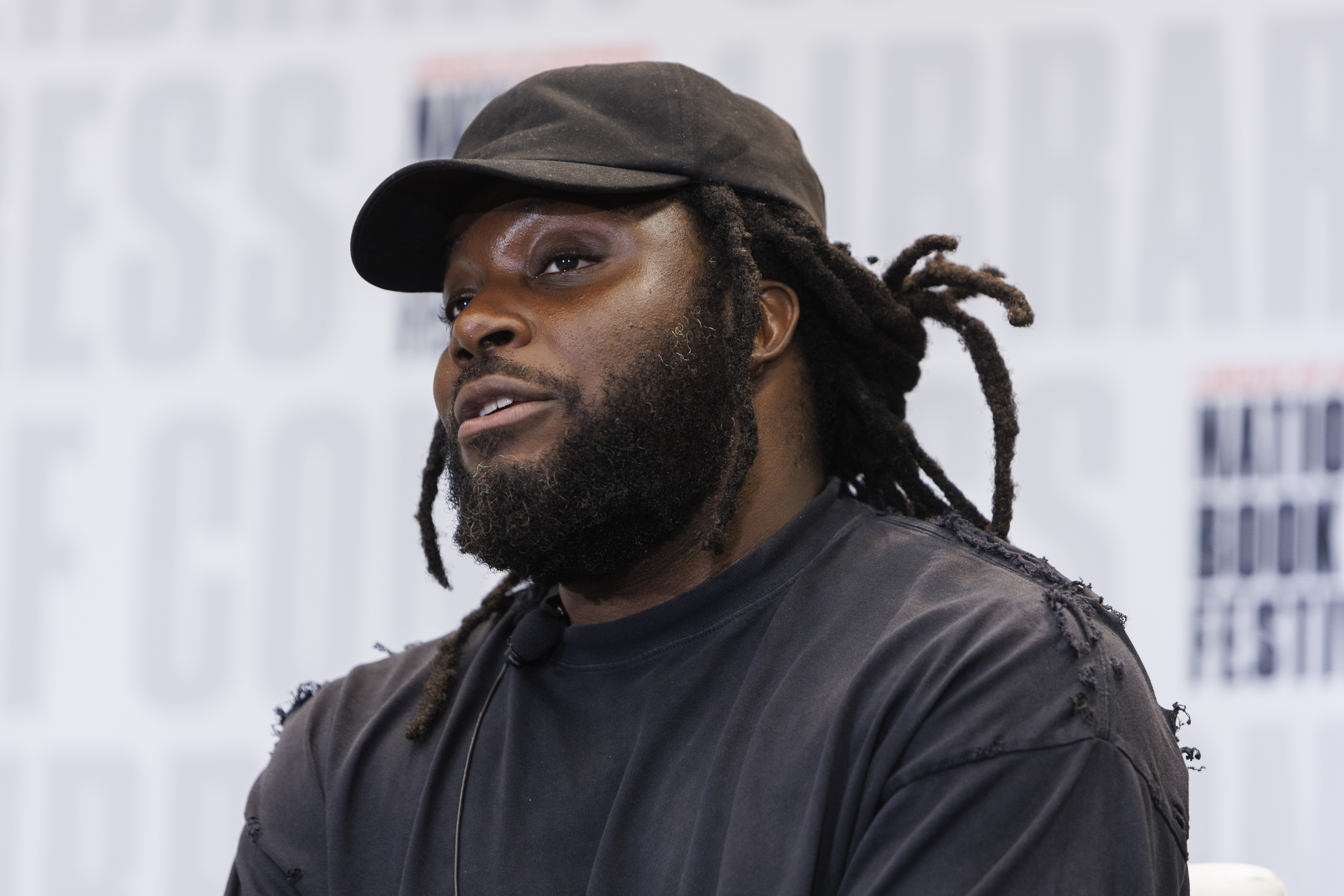
Reynolds a 2022-es Országos Könyvfesztiválon

Reynolds bejelentette Stamped: Racism, Antiracism, and You 2019 augusztusában Ibram X. Kendivel közösen. Reynolds 2020 márciusában megjelenő könyve Kendi Stamped from the Beginning című könyvének adaptációja, amely 2016-ban elnyerte a Nemzeti Könyvdíjat. A könyv tizenéveseknek és fiatal felnőtteknek szól, és arra szolgál, hogy beszélgetést indítson el közöttük a fajról és a rasszizmusról Amerikában. Reynolds azt mondja: „Úgy gondolom, hogy ritka lehetőségünk van arra, hogy történelmi kontextusba helyezzük, hogyan jutottunk el idáig. Ez a könyv az amerikai fajtörténet meghatározó története az 1400-as évektől napjainkig. Nem arról szól, hogy önmagában hogyan lehet ezt helyrehozni. Hanem arról, hogy kontextusba helyezzük, miért van ez így, ahogy van.”
2021-ben Reynolds Kendi és Sonja Cherry-Paul mellett kiadta a Stamped (For Kids): Racism, Antiracism, and You című könyvét, amelyet Rachelle Baker illusztrált. A könyv a New York Times bestsellere lett.

### Podcast series, Radiotopia presents: My Mother Made Me(2022)
2022-ben Reynolds írta és vezette a My Mother Made Me című podcastot, amelyet a Radiotopiával együttműködve készített. A podcast leírása így szól: "A My Mother Made Me a Radiotopia Presents négy epizódból álló sorozata, amelyben Jason Reynolds író és édesanyja, Isabell felfedezik közös történetüket, azt, hogyan nevelte őt, és mit tanítanak egymásnak. Mélyre merülnek – születés, halál, spiritualitás... de a könnyedséget is megtartják: kocsit tolnak a Costco-ban, születésnapi ebédek, és együtt mennek a kaszinóba. Ez már csak így megy náluk."

## Válogatott díjak és kitüntetések
| Év   | Mű                                                                           | Elismerés                                                       | Eredmény  | Hiv.          |
| ---- | ---------------------------------------------------------------------------- | --------------------------------------------------------------- | --------- | ------------- |
| 2015 | When I Was the Greatest                                                      | John Steptoe New Talent Author Award                            | győztes   | [ 78 ]        |
| 2016 | Ghost                                                                        | National Book Award for Young People's Literature               | döntős    | [ 79 ]        |
| 2016 | All American Boys                                                            | Walter Dean Myers Award                                         | győztes   | [ 80 ]        |
| 2016 | All American Boys                                                            | Coretta Scott King Award                                        | elismerés | [ 81 ]        |
| 2016 | The Boy in the Black Suit                                                    | Coretta Scott King Award                                        | elismerés | [ 81 ]        |
| 2017 | Ghost                                                                        | American Library Association's Best Fiction for Young Adults    | Top 10    | [ 82 ]        |
| 2017 | As Brave as You                                                              | Coretta Scott King Award                                        | elismerés | [ 81 ]        |
| 2017 | As Brave as You                                                              | NAACP Image Award for Outstanding Literary Work for Youth/Teens | győztes   | [ 83 ]        |
| 2017 | Ghost                                                                        | Odyssey Award                                                   | elismerés | [ 84 ] [ 85 ] |
| 2018 | Long Way Down                                                                | Coretta Scott King Award                                        | elismerés | [ 81 ] [ 86 ] |
| 2018 | Long Way Down                                                                | Edgar Award for Best Young Adult Work                           | győztes   | [ 87 ]        |
| 2018 | Long Way Down                                                                | NAACP Image Award for Outstanding Literary Work for Youth/Teens | döntős    | [ 88 ]        |
| 2018 | Long Way Down                                                                | Newbery Medal                                                   | elismerés | [ 86 ]        |
| 2018 | Long Way Down                                                                | Michael L. Printz Award                                         | elismerés | [ 89 ]        |
| 2019 | Look Both Ways                                                               | National Book Award for Young People's Literature               | döntős    | [ 90 ]        |
| 2020 | Look Both Ways                                                               | Coretta Scott King Award                                        | elismerés | [ 81 ]        |
| 2021 | Look Both Ways                                                               | Carnegie Medal                                                  | győztes   | [ 91 ]        |
| 2023 | When I Was the Greatest (2014) All American Boys (2015) Long Way Down (2017) | Margaret Edwards Award                                          | győztes   | [ 92 ]        |
| 2024 | The Collectors: Stories                                                      | Michael L. Printz Award                                         | győztes   | [ 93 ]        |
| 2025 | Twenty-Four Seconds from Now... : A LOVE Story                               | Coretta Scott King Author Award                                 | győztes   | [ 94 ]        |

### Kitüntetések
- 2020 National Ambassador for Young People's Literature at the Library of Congress[95]
- 2024 MacArthur Fellow[10]

## Kiadványok

### Önálló könyvek
- Reynolds, Jason. Let Me Speak. Baltimore: Mwaza Publications (2001. június 17.). ISBN 9780971766341
- Reynolds, Jason. Self, Co-written with Jason Griffin, Mwaza Publications (2005. június 17.). ISBN 9780971766389
- Reynolds, Jason. My Name Is Jason. Mine Too.: Our Story. Our Way., Illustrations by Jason Griffin, HarperTeen (2009. június 17.). ISBN 9780061547881
- Reynolds, Jason. When I Was the Greatest. New York: Atheneum Books for Young Readers (2014. június 17.). ISBN 9781442459472
- Reynolds, Jason. The Boy in the Black Suit. New York: Atheneum Books for Young Readers (2015. június 17.). ISBN 9781442459502
- Reynolds, Jason. All American Boys, Co-written by Brendan Kiely, New York: Atheneum Books for Young Readers (2015. június 17.). ISBN 9781481463331
- Reynolds, Jason. As Brave as You. New York: Atheneum Books for Young Readers (2016. június 17.). ISBN 9781481415903
- Reynolds, Jason. Miles Morales, Spider-Man, Illustrated by Kadir Nelson(wd), New York and Los Angeles: Marvel (2017). ISBN 9781484787489
- Reynolds, Jason. Long Way Down. New York: Atheneum (2017. június 17.). ISBN 9781481438254
- Reynolds, Jason. For Every One. New York: Atheneum (2018. június 17.). ISBN 9781481486248
- Reynolds, Jason. Look Both Ways: A Tale Told in Ten Blocks, Illustrated by Alexander Nabaum, New York: Atheneum (2019. június 17.). ISBN 9781481438285
- Reynolds, Jason. Stamped: Racism, Antiracism, and You, Co-written by Ibram X. Kendi(wd), New York: Little, Brown and Company (2020. június 17.). ISBN 9780316453691
- Reynolds, Jason. Stamped (for Kids): Racism, Antiracism, and You, Co-written by Ibram X. Kendi(wd), adapted by Sonja Cherry-Paul, and illustrated by Rachelle Baker, New York: Little, Brown and Company (2020. június 17.). ISBN 9780316453691
- Reynolds, Jason. Ain't Burned All the Bright, Artwork by Jason Griffin, New York: Atheneum (2022. június 17.). ISBN 9781534439467

### Stuntboysorozat
- Reynolds, Jason. Stuntboy, in the Meantime, Drawings by Raúl the Third(wd), New York: Atheneum Books for Young Readers (2021. június 17.). ISBN 9781534418165
- Reynolds, Jason. Stuntboy, In-Between Time, Drawings by Raúl the Third, New York: Atheneum Books for Young Readers (2023. június 17.). ISBN 9781534418226

### Tracksorozat
- Reynolds, Jason. Ghost. New York: Atheneum Books for Young Readers (2016. június 17.). ISBN 9781481450157
- Reynolds, Jason. Patina. New York: Atheneum Books for Young Readers (2017. június 17.). ISBN 9781481450188
- Reynolds, Jason. Sunny. New York: Atheneum Books for Young Readers (2018. június 17.). ISBN 9781481450218
- Reynolds, Jason. Lu. New York: Atheneum Books for Young Readers (2018. június 17.). ISBN 9781481450249

### Magyarul megjelent
- Hosszú az út lefelé (Long Way Down) – Könyvmolyképző, Szeged, 2019 · ISBN 9789634576198 · Fordította: Benedek Dorottya
- Nézz körül! Történetek tíz utcában (Look Both Ways) – Könyvmolyképző, Szeged, 2022 · ISBN 9789635970445 · Fordította: Benedek Dorottya

## Podcast sorozat
- Radiotopia presents: My Mother Made Me (2022)

## Fordítás
- Ez a szócikk részben vagy egészben  a   Jason Reynolds című angol Wikipédia-szócikk fordításán alapul.  Az eredeti cikk szerkesztőit annak laptörténete sorolja fel. Ez a jelzés csupán a megfogalmazás eredetét és a szerzői jogokat jelzi, nem szolgál a cikkben szereplő információk forrásmegjelöléseként.